# Santa Coloma d'Escàs
Santa Coloma d'Escàs és l'església sufragània del poble d'Escàs, en el terme municipal de Rialb, a la comarca del Pallars Sobirà. Pertanyia a l'antic terme del mateix nom. Està situada dins del nucli de població d'Escàs. Depenia de la parroquial de Sant Martí de Caregue.

## Descripció
Edifici de planta rectangular amb capçalera al nord i porta d'arc de mig punt situada a migdia, on també hi ha una petita rosassa que dona llum a l'interior. A ponent s'aixeca la torre-campanar de secció quadrada que esdevé vuitavat a partir del nivell de la coberta a dues vessants de llicorella. La torre-campanar es troba rematada per un xapitell de llicorella.